# Aleuroclava kuwanai
Aleuroclava kuwanai là một loài côn trùng cánh nửa trong họ Aleyrodidae, phân họ Aleyrodinae.
Aleuroclava kuwanai được Takahashi miêu tả khoa học đầu tiên năm 1934.